# Heliotropium vestitum
Heliotropium vestitum är en strävbladig växtart som beskrevs av George Bentham. Heliotropium vestitum ingår i Heliotropsläktet som ingår i familjen strävbladiga växter. Inga underarter finns listade i Catalogue of Life.